# La Ribera (Clariana)
La Ribera és una obra de Clariana de Cardener (Solsonès) inclosa a l'Inventari del Patrimoni Arquitectònic de Catalunya.

## Descripció
Antic molí de farina reformat al segle xviii, moment en què s'hi va fer una porta de comunicació amb la masia i s'obriren balcons a la façana. Es de planta rectangular amb teulada a doble vessant i porta allindada. Està orientada de nord a sud. A la cara oest, hi ha un edifici adossat amb una gran arcada de mig punt tapiada; és de planta més baixa que el molí. A la cara est, s'hi construí la masia.
Parament de pedres irregulars unides amb morter i sense tallar.

## Història
El molí de la Ribera forma part del conjunt de molins que es trobaven a tot el llarg de la vall del riu Cardener. Havia estat dels vescomtes de Cardona i posteriorment a l'abadia de Santa Maria de Solsona hi havia tinguts drets. Es troba a prop del molí de Xixons i, de la mateixa manera que aquest, era un molí de farina.